# 京成千葉駅

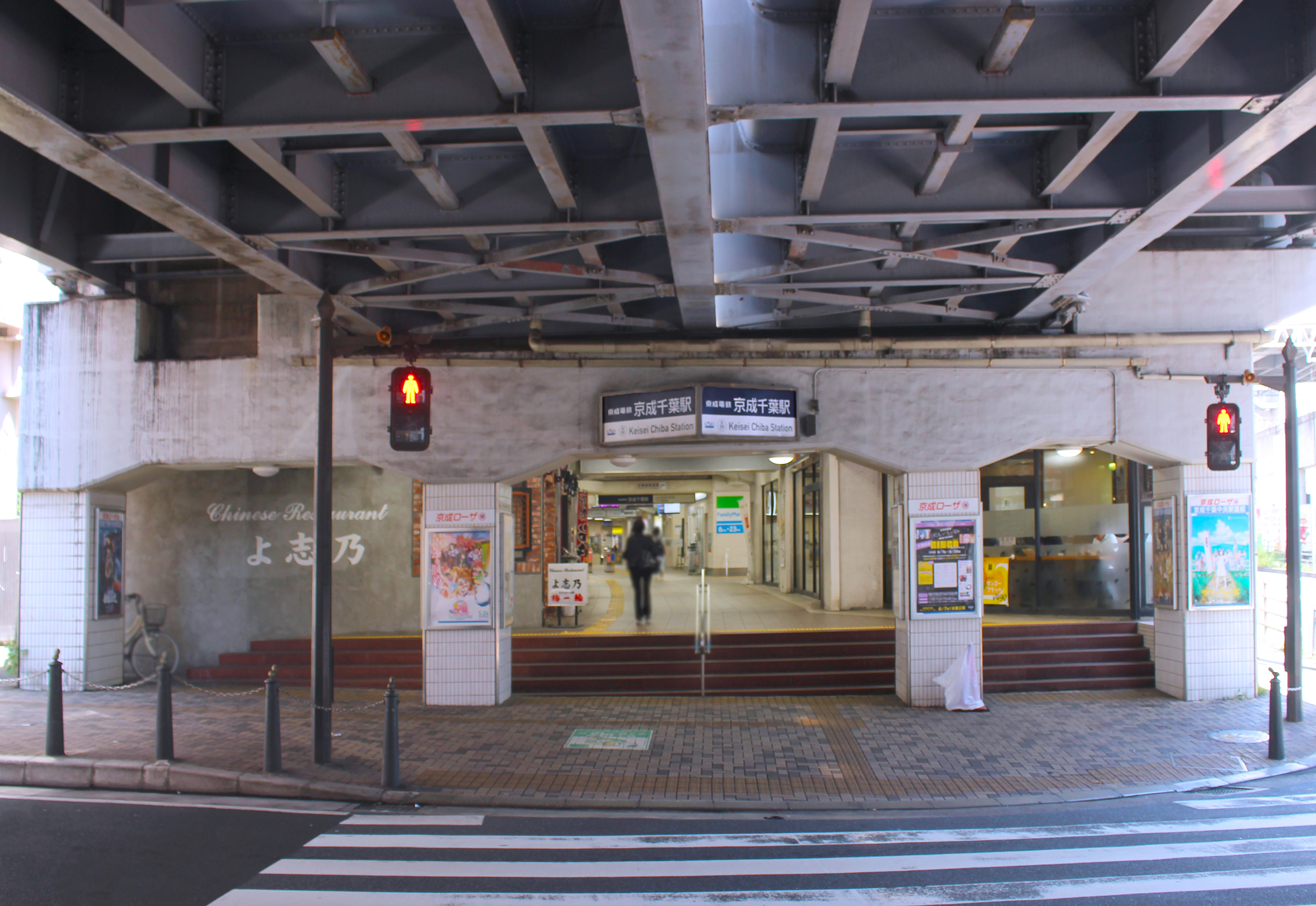
東口（2024年6月）

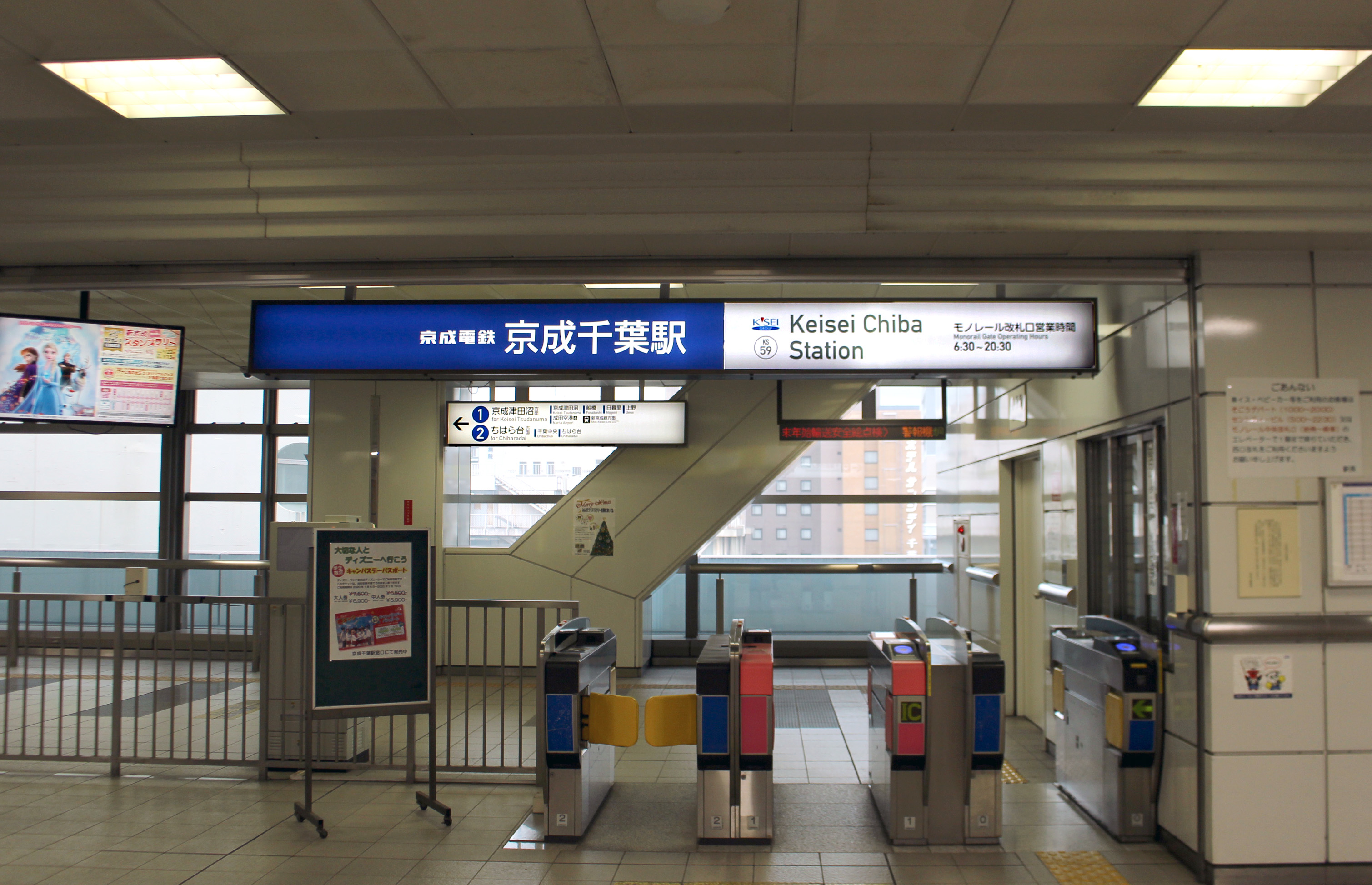
千葉駅モノレール駅舎に設置されているモノレール口（2019年12月）

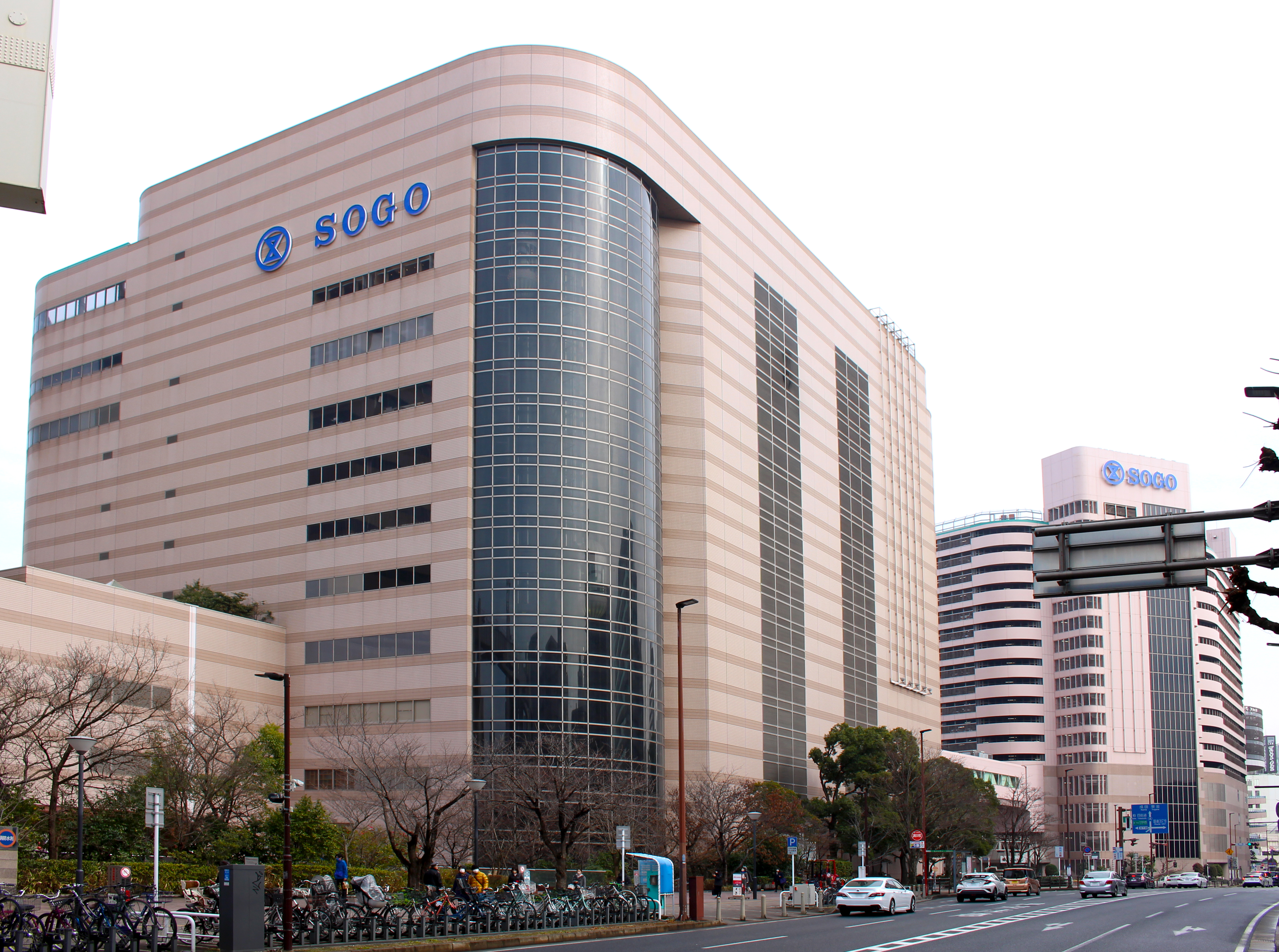
そごう千葉店本館（当駅と一体的な構造となっている）

京成千葉駅（けいせいちばえき）は、千葉県千葉市中央区新町にある、京成電鉄千葉線の駅である。駅番号はKS59。東日本旅客鉄道（JR東日本）・千葉都市モノレールの千葉駅と近接しており、乗換駅となっている。
開業当時の名称は国鉄千葉駅前駅であったが、1987年（昭和62年）4月の国鉄分割民営化に伴い現名称に改称され、同時に当駅の次駅に存在した京成千葉駅は千葉中央駅に改称した。

## 歴史
1963年に国鉄の千葉駅が現在地に移転した当時、近隣を通る京成千葉線は新駅を設けず、京成と国鉄との乗り換え駅としては1958年に現在地に移った当時の京成千葉駅（現・千葉中央駅）が想定された。このため千葉駅と京成千葉駅（当時）のあいだ、並行する房総線（現・外房線）の高架下に600メートル余にわたり民衆高架形式の商店街（現在の千葉ショッピングセンター C・one）が建設された。千葉駅側で新設の駅ビルとも接続し、千葉・京成千葉（当時）両駅間を連絡するこの商店街は、千葉・京成千葉（旧）両駅の移転前に両駅間を結んでいた駅前商店街の移転先として考えられたもので、両駅間の回廊となるとともに乗降客・乗り換え客を顧客とし、また将来に計画されていた京成千葉線の高架化時に拡張されることも期待されたものであった。ただし、千葉駅移転に関わった千葉鉄道管理局施設部長の馬場知己は、立花次郎（国鉄施設局長）が京成に駅設置を要請していたものの、京成は当時国鉄より運賃がずっと高かったために断られた、と証言している（馬場自身も京成の大山秀雄社長への直談判を試みている）。
上記した京成千葉線の高架化は、京成が1964年度から実施した輸送力増強3ヵ年計画（1962年から1975年までの長期輸送力増強計画の一環）において、京成千葉駅（当時） - 新千葉駅間の高架化として具体化された。これは千葉県の要請にもとづいて混雑の激しい横断道路の踏切の廃止を目的としており、富士見町通り、東京街道〔国道14号〕、新町通りの3踏切を廃止するとともに、房総線の高架に隣接する京成千葉駅から延長1071メートルの区間を鉄筋高架（822メートル）と土盛り高架（249メートル）によって高架化する計画であった。総工費8億3000万円、工期2年の予定で1960年に着工し、工事にあたっては南側の市道（現在の新町26号線）を仮線用地として、仮線期間中は京成千葉駅（当時） - 新千葉駅間は単線運転であった。
この高架化工事の際、あわせて鉄筋高架と土盛り高架の境界点、富士見通りに設けられたのが当駅である。新駅は8両編成に対応した延長160メートル×幅6メートルのホーム2面で、新設時の建坪1036平方メートル。この頃すでに現在の千葉中央駅から小湊鉄道線海士有木駅への延伸（京成千原線の原計画）が計画されており、新線開通のあかつきには千葉駅との乗り換えによってより便利になることも期待されていた。

### 沿革
- 1965年（昭和40年 5月1日：京成千葉駅（現・千葉中央駅） - 新千葉駅間高架化工事が着工[7]。
- 1967年（昭和42年）5月10日：単線高架線への切り替え実施[9]。
- 1967年（昭和42年）12月1日：国鉄千葉駅前駅（こくてつちばえきまええき）として開業[1]。
- 1968年（昭和43年）6月24日：高架線の複線使用を開始[10]。
- 1987年（昭和62年）4月1日：国鉄分割民営化に伴い、駅名を国鉄千葉駅前駅から京成千葉駅に改称、従来の京成千葉駅は千葉中央駅に改称[2]。
- 1994年（平成6年）7月1日：西改札口を開設[11]。
- 1995年（平成7年）8月1日：モノレール口を開設[12]。
- 2006年（平成18年）12月10日：新京成電鉄新京成線（現・京成松戸線）と京成千葉線の直通運転開始に伴い、新京成電鉄の車両が当駅への乗り入れを開始[13]。

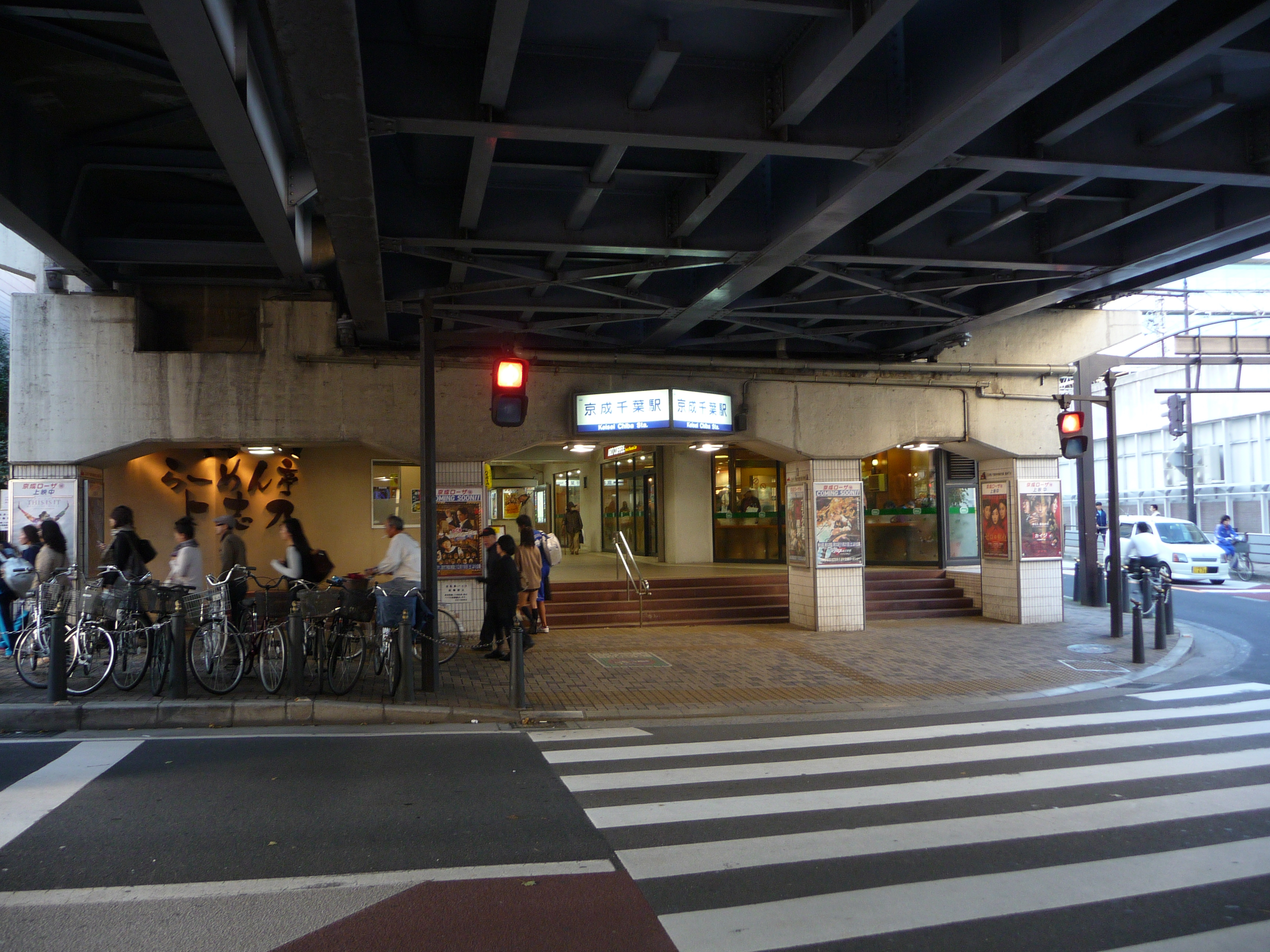
駅名看板更新前の東口（2019年7月）
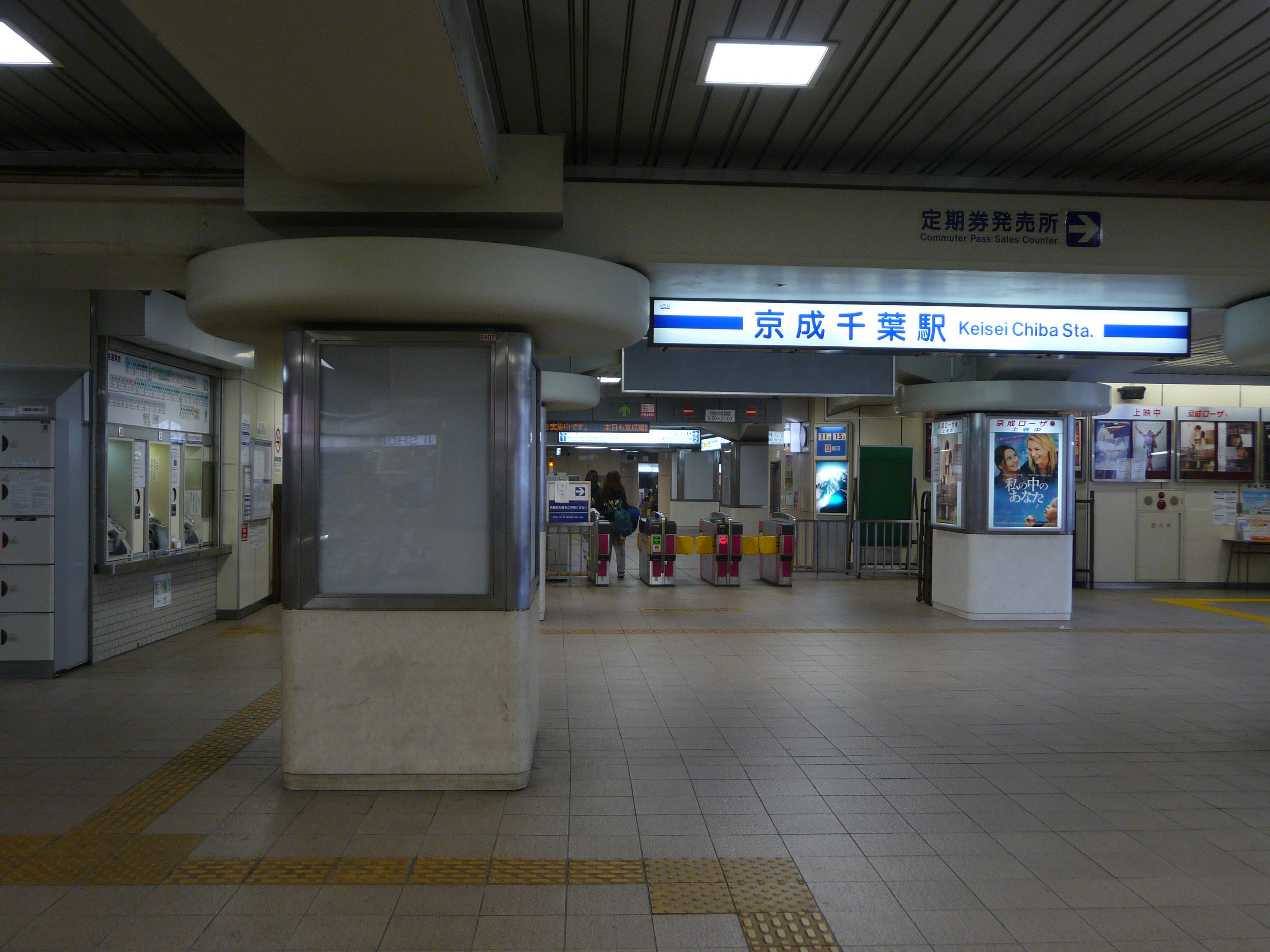
駅名看板更新前の東口改札口（2009年11月）

## 駅構造
相対式ホーム2面2線を有する高架駅である。下り列車から見て右に大きくカーブを描いており、電車到着時には危険周知のため警告音が鳴り、軌道敷内の照明が点灯する。ホームの有効長は8両編成分である。
改札口は1階コンコースにある西口改札・東口改札と3階コンコースにあるモノレール口改札の計3か所ある。JR千葉駅の東口に近いのは西口改札である。西口改札は駅員が配置され終日営業しているのに対し、東口改札とモノレール口改札は無人であり、営業時間も東口改札が6時から21時まで、モノレール口改札が6時30分から20時30分までと限られている。また、駅ホームと1階コンコースの間はエレベーター・エスカレーター・階段が設置されているが、3階コンコースとの間にはエスカレーター・階段のみが設置されており、エレベーターは設置されていない。

### のりば
| 番線 | 路線   | 方向 | 行先                                                           |
| ---- | ------ | ---- | -------------------------------------------------------------- |
| 1    | 千葉線 | 上り | 京成津田沼・京成船橋・日暮里・京成上野・ 成田空港・ 松戸線方面 |
| 2    | 千葉線 | 下り | 千葉中央・ちはら台方面                                         |

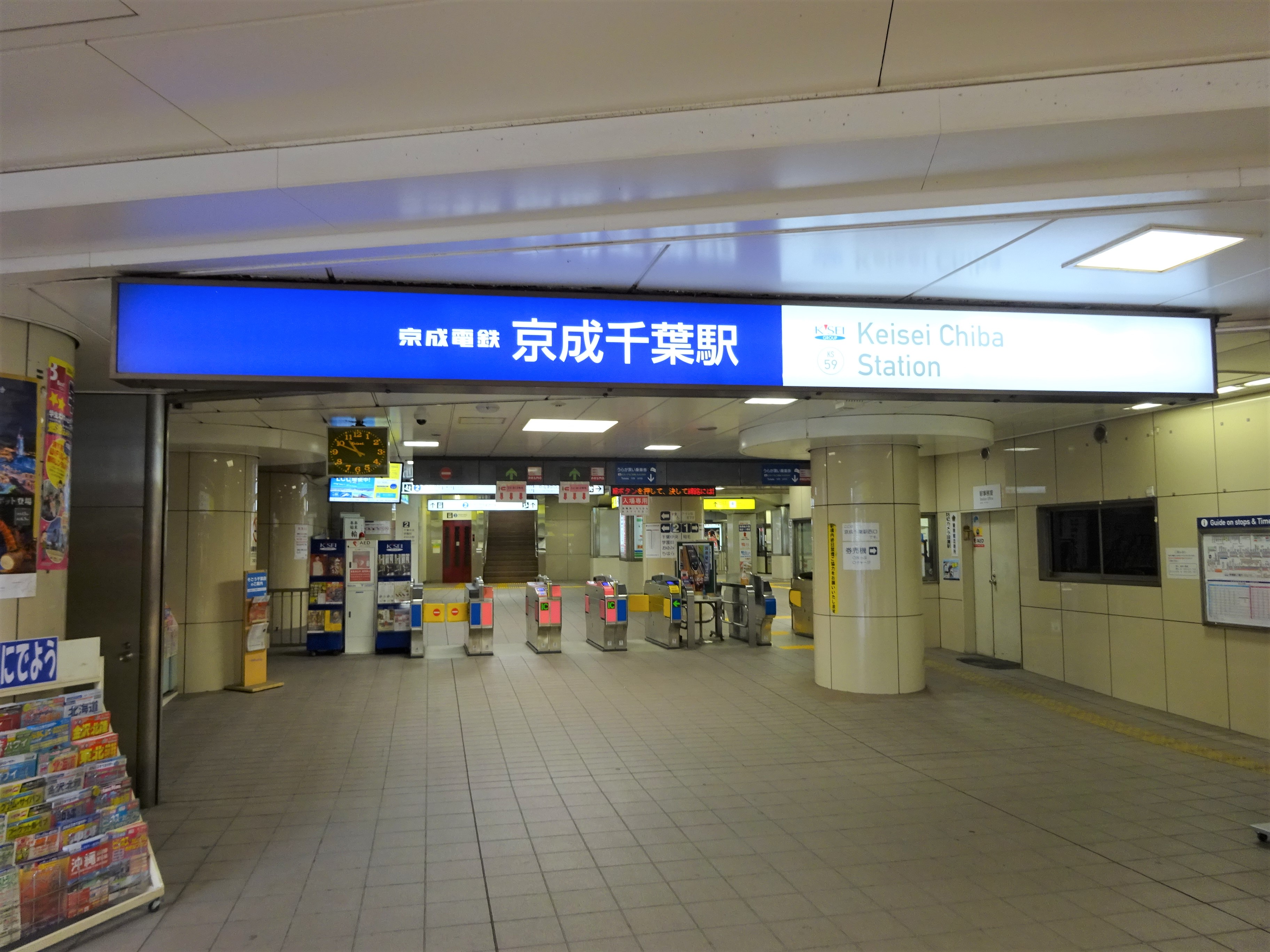
西口改札口（2016年12月）
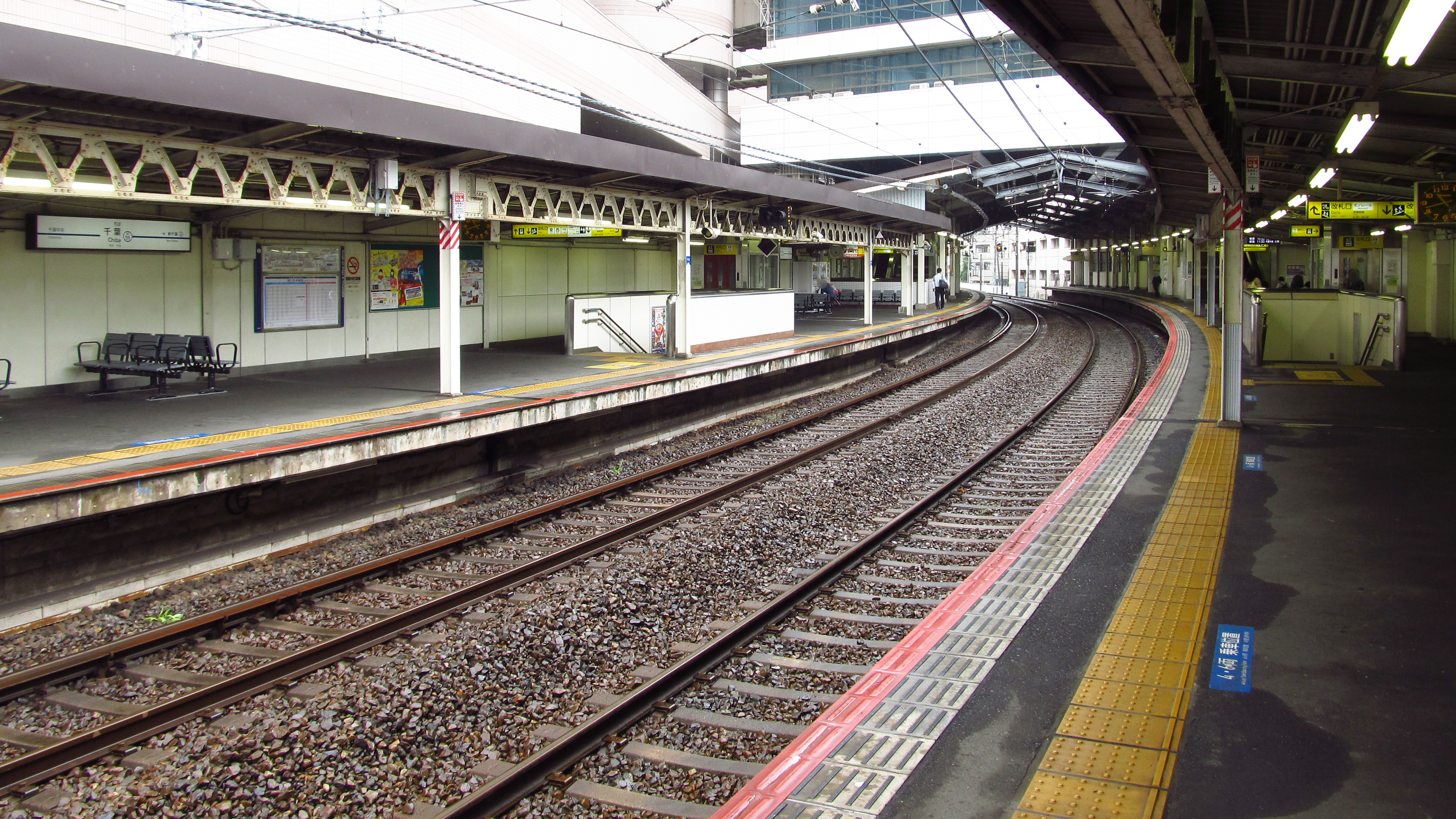
駅ホーム（2019年7月）
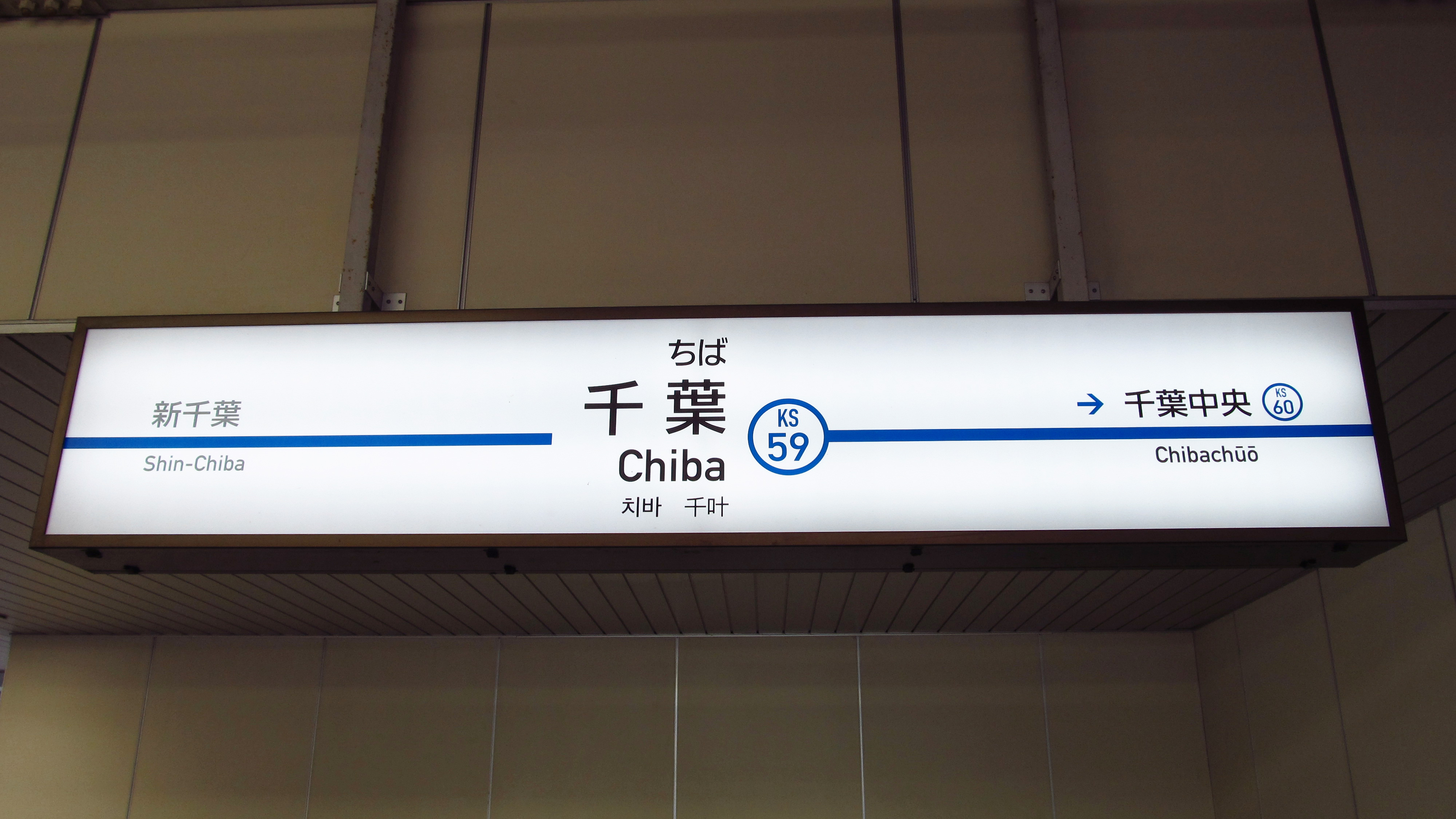
2番線駅名標（2019年7月）

## 利用状況
2023年度の1日平均乗降人員は30,276人である。近年の推移は下表の通り。
| 年度               | 1日平均 乗降人員 | 1日平均 乗車人員 |
| ------------------ | ---------------- | ---------------- |
| 2003年（平成15年） | 21,932           | 11,038           |
| 2004年（平成16年） | 21,426           | 10,943           |
| 2005年（平成17年） | 21,618           | 11,009           |
| 2006年（平成18年） | 22,332           | 11,376           |
| 2007年（平成19年） | 23,866           | 12,039           |
| 2008年（平成20年） | 24,563           | 12,318           |
| 2009年（平成21年） | 24,428           | 12,231           |
| 2010年（平成22年） | 24,804           | 12,406           |
| 2011年（平成23年） | 24,448           | 12,237           |
| 2012年（平成24年） | 25,506           | 12,727           |
| 2013年（平成25年） | 26,619           | 13,275           |
| 2014年（平成26年） | 26,577           | 13,235           |
| 2015年（平成27年） | 27,470           | 13,683           |
| 2016年（平成28年） | 28,118           | 13,976           |
| 2017年（平成29年） | 28,197           | 13,963           |
| 2018年（平成30年） | 29,174           | 14,457           |
| 2019年（令和元年） | 29,464           | 14,601           |
| 2020年（令和02年） | 22,022           | 10,911           |
| 2021年（令和03年） | 24,842           | 12,296           |
| 2022年（令和04年） | 27,978           | 13,810           |
| 2023年（令和05年） | 30,276           | 14,920           |

## 駅周辺
駅舎は高架下に位置し、南側には平成初期に千葉新町地区・千葉新町第二地区第一種市街地再開発事業によって建設された「千葉センシティ」が近接している。1994年に開設された西口改札に接する高架下連絡通路は、この再開発事業の際、施行地区外ながらセンシティと千葉駅や千葉駅前広場との接続の要から新町地区の付帯事業として建設されたもので、センシティ地下1階へも接続している。連絡通路から公道を介して向かいには、2016年に新設された千葉駅南口、外房線高架下のペリエ千葉、同通路部を抜けて千葉駅の駅前広場と千葉駅東口、千葉都市モノレール千葉駅入口がある。
センシティ東棟（商業棟・そごう千葉店）と同西棟（事務所棟・センシティタワー）は地上3階以下で一体化しており、千葉都市モノレール千葉駅の駅施設内にあるモノレール口（千葉都市モノレール千葉駅南改札口に近接）からはこの一体部の屋上にあたるセンシティ4階部に出ることができる。
東口側には、京成千葉線・JR外房線高架下の商業施設千葉ショッピングセンターC-One、センシティの新町第二地区（高層駐車場棟）であるヨドバシHD千葉ビル（ヨドバシカメラ マルチメディア千葉、ユニクロなどが入居）が正面に位置する。外房線を渡った北東側には千葉駅東口地区第一種市街地再開発事業による商業ビルマインズ千葉（ビックカメラ千葉駅前店などが入居）があり、千葉駅前大通り、マルシェ通りといった繁華街もほど近い。
センシティを挟んだ南側には国道14号（千葉街道）が通り、東口は千葉街道から北に分かれる市道新町若松町線に面しているが、当駅前および千葉駅前を経由する東千葉駅方面との通過交通は南側の新町交差点から駅前広場下を抜けるトンネルに分離されており、当駅東口から駅前広場への自動車の乗り入れは不可能となっている（北向きに折れ、市道新千葉22号線を経由し西口前を経て千葉駅西口広場に抜けることは可能）。
駅北西側、当駅ホームと千葉駅、同西口広場のあいだの空間にはかつて2012年までJR東日本千葉支社が置かれており、同支社が千葉駅北側へと移転したことで、千葉市による再開発が予定されている。JR東日本が複合ビルを建設し、老朽化した千葉市民会館を移転させる基本協定書が2022年4月に締結されたが、工事費の高騰などにより見直しが求められたことから市とJR東日本による協議や別用地の利用も考慮した条件整理が進められている。
このほか、西側には隣駅新千葉駅、南東側には隣駅千葉中央駅、南西側には千葉都市モノレールの市役所前駅 (千葉県)などがいずれも近距離に位置する。

### 施設

#### 南側
- センシティ
  - そごう千葉店
  - ヨドバシHD千葉ビル
    - ヨドバシカメラ マルチメディア千葉
- センシティタワー
  - 千葉県旅券事務所
- ハローワークちば駅前プラザ
- 千葉新町郵便局
- 全国健康保険協会 千葉支部

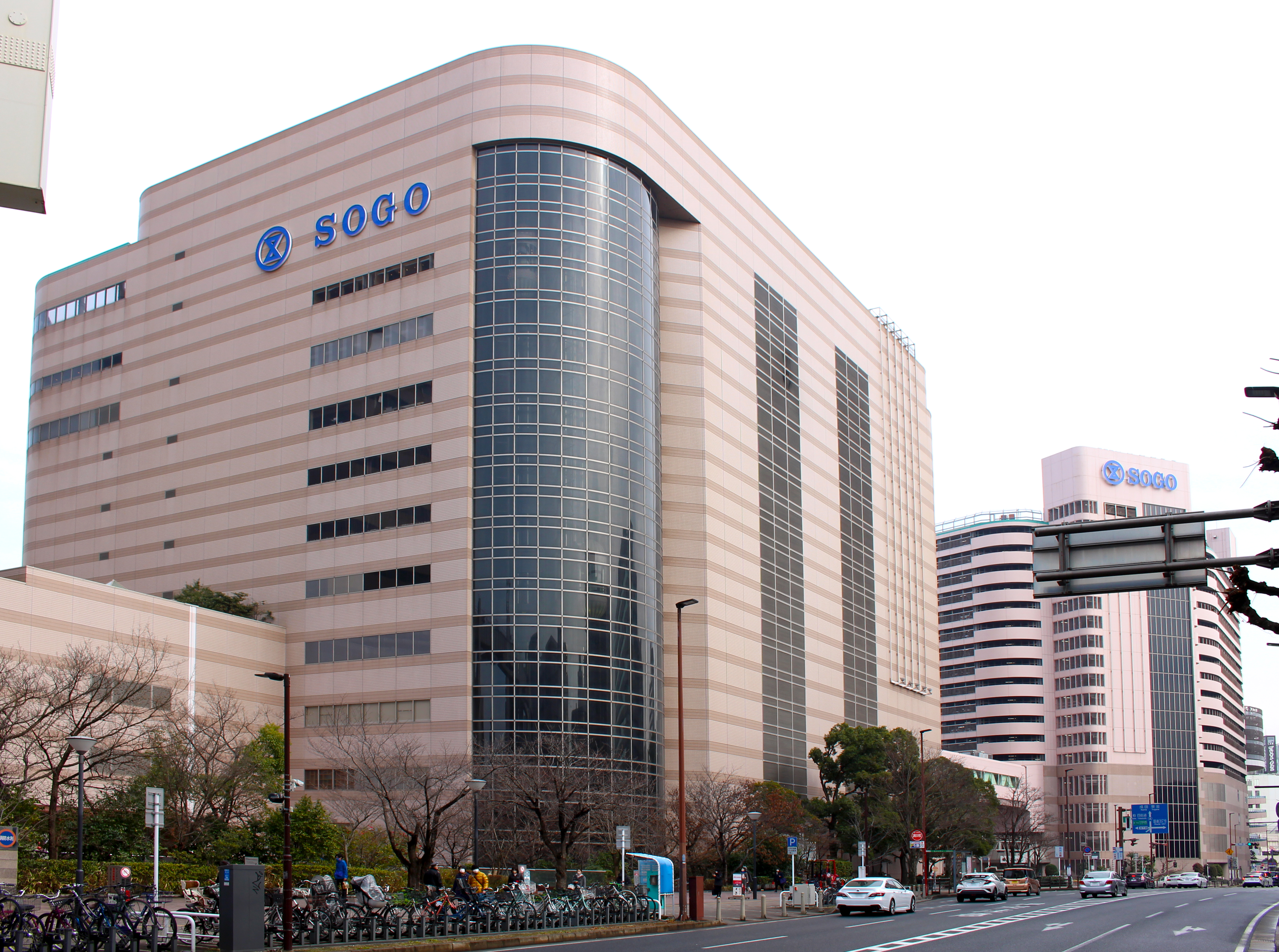
そごう千葉本館

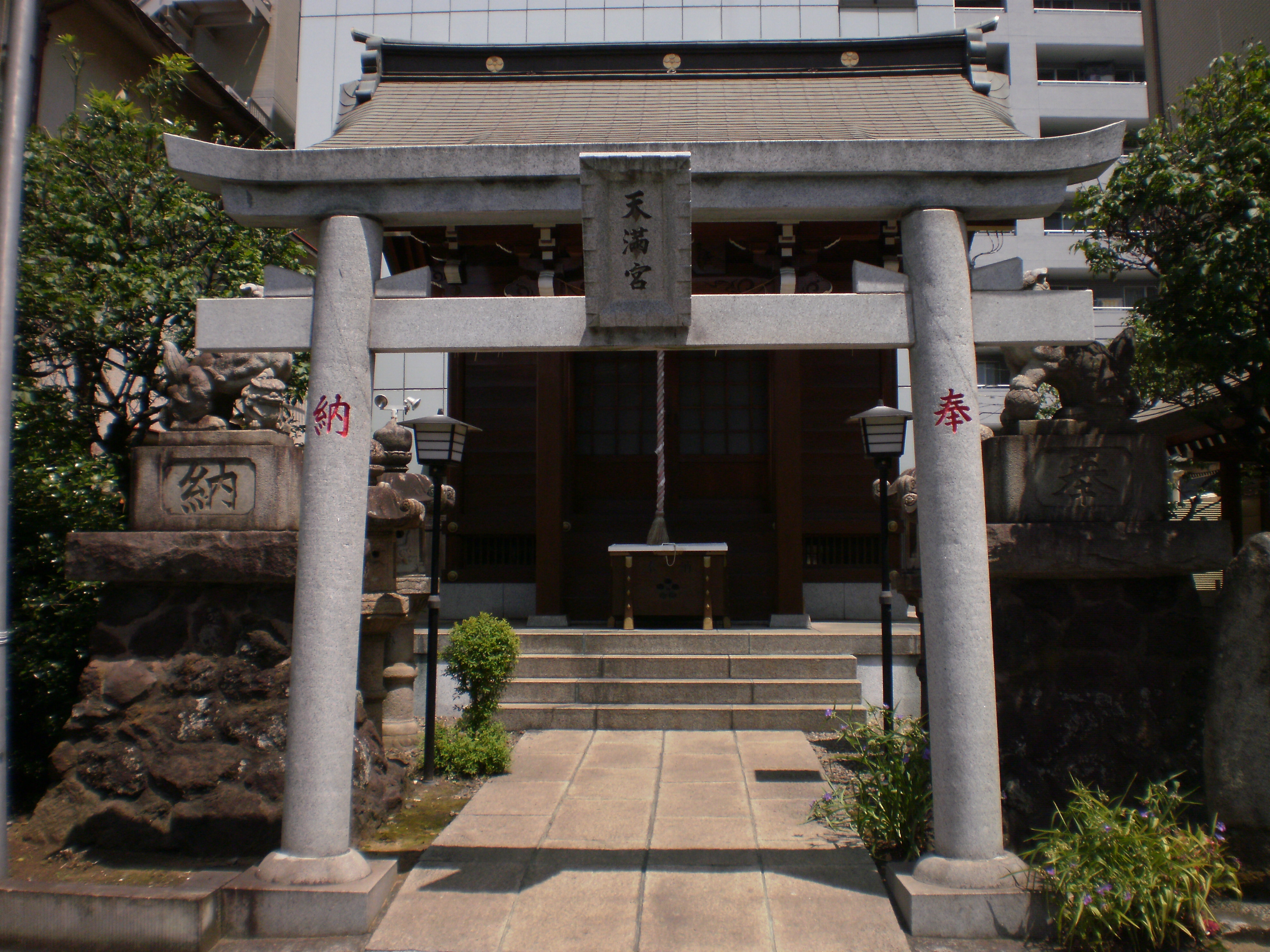
新町天神社（新町天満宮）

- 三菱UFJモルガン・スタンレー証券 千葉支店
- 井上記念病院
- 新町天神社（新町天満宮）
- 千葉トヨタ自動車 本社

#### 東側
- マインズ千葉
  - ビックカメラ千葉駅前店
- 塚本大千葉ビル
  - 千葉県まちづくり公社
  - 三菱UFJ銀行 千葉支店
  - 千葉銀行 ちばぎんコンサルティングプラザ千葉
  - 東京スター銀行 千葉支店ファイナンシャル・ラウンジ
- グランドセントラル千葉
  - みずほ銀行 千葉支店
- ブリリアタワー千葉

#### 西側
- WESTRIO（千葉駅西口地区第二種市街地再開発事業）
- 千葉駅ビル第二別館
- ペリエ+plusビル（千葉ステーションビル本社）[23]

### バス路線
西口から高架下連絡通路、公道、ペリエ千葉を介して千葉駅の駅前広場およびバスターミナルに近接している。東口からも、外房線高架下を通って広場南端に出ることができる。西口より公道を介して千葉駅西口広場バス停、センシティを介してセンシティバス停も徒歩圏内である。

## 隣の駅
京成電鉄
 千葉線
新千葉駅 (KS58) - 京成千葉駅 (KS59) - 千葉中央駅 (KS60)

### 記事本文